# Au bonheur des dames (roman)

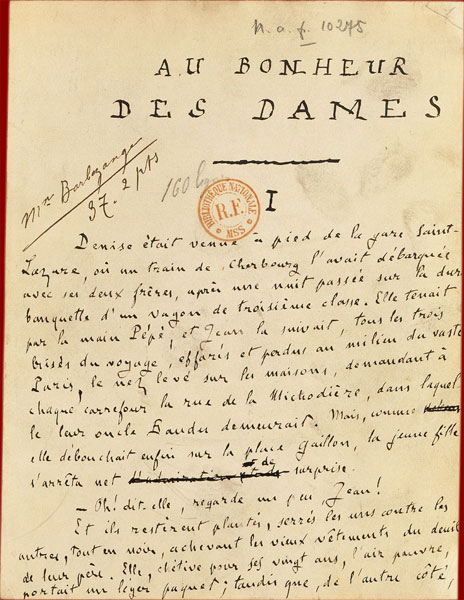
De eerste pagina van het manuscript.

Au bonheur des dames is een roman uit 1883 geschreven door Émile Zola. De roman is het elfde deel uit de boekenreeks Les Rougon-Macquart, de "Histoire naturelle et sociale d’une famille sous le Second Empire". Het boek gaat over de tijd dat de grootwarenhuizen net opkwamen, een van de revoluties in het dagelijks leven tijdens het Tweede Franse Keizerrijk.
"Au bonheur des dames" verscheen in meerdere delen in het literair tijdschrift Gil Blas in 1882 vooraleer het een eerste maal in boekvorm werd gepubliceerd door uitgever Georges Charpentier in 1883. Het manuscript wordt bewaard in de Bibliothèque nationale de France.
De setting van het werk is een grootwarenhuis, waarbij Zola zich duidelijk sterk liet inspireren door Le Bon Marché in Parijs. De leveringen aan klanten per postorder, de commissies die verkopers en verkoopsters konden opstrijken en de logistiek van levering en verkoop spelen een rol in het verhaal. Dit verhaal is een vervolg op Pot-Bouille, het voorgaande werk in de Les Rougon-Macquart serie. Hoofdpersonage Octave Mouret - geënt op de zakenman Aristide Boucicaut - die gehuwd raakte met Caroline Hédouin, de uitbaatster van een kleine winkel in zijdewaren in het slot van Pot-Bouille, is nu weduwnaar. Hij breidt de zaak van zijn overleden echtgenote sterk uit naar het warenhuis dat een volledig stadsblok in beslag neemt.
Het werk werd meermaals verfilmd, onder meer in de speelfilm Au bonheur des dames uit 1930 in regie van Julien Duvivier, en Au Bonheur des Dames uit 1943 in regie van André Cayatte. Ook de Britse historische televisieserie "The Paradise" uit 2012 is een adaptatie, evenals de Italiaanse televisieserie "Il paradiso delle signore" uit 2015.
Een recente vertaling in het Nederlands is "In het paradijs voor de vrouw", uit 1967, door David de Jong.
- Bibliothèque nationale de France: cb11962742f (data)
- Gemeinsame Normdatei: 4341660-3
- Library of Congress Control Number: n85261244
- Nationale Bibliotheek van Israël: 987007595280205171
- Système universitaire de documentation: 027627276
- Virtual International Authority File: 4146635480241980421